# Харрис, Даниэль
Даниэль Андреа Харрис (англ. Danielle Andrea Harris; род. 1 июня 1977, Плейнвью, Нью-Йорк, США) — американская актриса кино, телевидения и озвучивания, кинорежиссёр и продюсер, а также «королева крика», получившая этот титул за исполнение ролей в знаменитых фильмах ужасов.
Известна в первую очередь по роли Джейми Ллойд в фильмах «Хэллоуин 4: Возвращение Майкла Майерса» (1988) и «Хэллоуин 5: Месть Майкла Майерса» (1989), а также по роли Энни Брэкетт в ремейках «Хэллоуин» (2007) и «Хэллоуин 2» (2009).
Кроме того, она работала над озвучиванием мультипликационного шоу «Дикая семейка Торнберри» (1998—2004) в роли Дебби Торнберри, а также озвучивала роль Сиерры в телесериале «Отец прайда» (2004—2005).
Другие известные фильмы с участием Даниэль Харрис: «Загадай желание» (1996), «Спина к спине» (1996), «Городские легенды» (1998), «Топор 2» (2010), «Земля вампиров» (2010) и «Не вижу зла 2» (2014).

## Биография
Родилась 1 июня 1977 года в Плейнвью, Нью-Йорк, США, но через какое-то время её семья переехала во Флориду в Порт-Ориндж. Там, учась в начальной школе Спрус-Крик, Даниэль выиграла конкурс красоты и в награду получила поездку в Нью-Йорк на 10 дней. Там ей предложили контракты несколько модельных агентств, но Даниэль вынуждена была отклонить их, потому что это было слишком далеко от дома. Тем не менее, через какое-то время её мать снова перевелась на работу в Нью-Йорк и Даниэль начала карьеру модели. Начала сниматься в кино ещё с детства. Учителя ругали Даниэль за её постоянные прогулы, но та не придавала значения их словам. Она была полностью увлечена кино и телевидением.
В интервью журналистам Харрис сказала, что она бы не стала актрисой, если бы не поддержка матери Френ — девочке нужно было постоянно проходить кастинги, а её мать разрывалась между работой и увлечением дочери. Кроме того, Харрис говорила, что мать воспитывала её и сестру Эшли одна.
Даниэль Харрис — иудейка.

## Карьера
В 1985 году Харрис получила свою первую роль в сериале «Одна жизнь, чтобы прожить», а в 1988 она покинула шоу. Спустя несколько месяцев она приступила к съёмкам в фильме «Хэллоуин 4: Возвращение Майкла Майерса», где она исполнила роль Джейми Ллойд, дочери Лори Строуд. Год спустя она снимается в продолжении под названием «Хэллоуин 5: Месть Майкла Майерса». В 1995 году Харрис должна была появиться в следующей части — «Хэллоуин 6: Проклятие Майкла Майерса». Она просила за съёмки $5 млн, но ей было отказано. При этом за съёмки в предыдущих частях Харрис получила большую сумму.
В 1991 году режиссёр Тони Скотт снял её в фильме «Последний бойскаут» (The Last Boy Scout).
В вышедшем в 1996 году фильме «Спина к спине» (Back to back) исполнила роль Челси. Также в этом году вышел фильм «Загадай желание», где Харрис исполнила одну из главных ролей — школьницу Хэйли.
В девяностых годах Харрис продолжала активно сниматься. В 1992—1993 году Даниэль снималась в популярном подростковом сериале «Парень познаёт мир». В 1996 году Даниэль сыграла в фильме Сильвестра Сталлоне «Дневной свет», а в 1998 году — в культовом триллере «Городские легенды» и в 7-й серии 1-го сезона сериала «Зачарованные». Многие критики отметили, что у актрисы получается наиболее полно раскрыться именно в фильмах ужасов.
В 2000 году Харрис пригласили озвучивать мультики «Дикая семейка Торнберри». Когда у неё нет новых проектов, она приходит в студию «Nickelodeon» и озвучивает героев популярных мультфильмов. Последние два года Харрис снималась в сериале «Это жизнь».
С 2010 по 2017 год исполнила роль главной героини Мэрибет Данстан в последних трёх фильмах серии фильмов «Топор».
В 2009 году вышел фильм «Prank», в котором она не только исполняла главную роль, но и была помощником режиссёра. Снялась в ремейке фильма «Хэллоуин» и его продолжении. В последнее время Харрис подумывает о продюсировании собственного фильма.
В 2010 году вышел фильм «Земля вампиров», Харрис сыграла там одну из ролей.

## Личная жизнь
С 4 января 2014 года замужем за Дэвидом Гроссом. У супругов есть два сына — Картер Дэвис Гросс (род. 21 февраля 2017) и Джаггер Максвелл Гросс (род. 8 октября 2018).
В 1995 году, после обрушившейся славы в роли жертвы маньяка Майкла Майерса, Харрис начал преследовать сумасшедший поклонник по имени Кристофер Смолл, грозивший убить её и её семью — мужчина ворвался в квартиру Харрис с винтовкой и плюшевым мишкой в руках, но полиция вовремя его задержала. 29 января 2007 года в США вышел эпизод «Шоу Доктора Фила», в котором актриса поделилась тревожными воспоминаниями. Оказалось, что маньяк был одержим другим её персонажем, Молли из шоу «Розанна». В октябре 2009 года актриса получила запретный ордер, когда Смолл начал посылать ей угрозы через Twitter. Срок ордера истёк в 2012 году.

## Фильмография

### Актёрские работы
| Год       |     | Русское название                             | Оригинальное название                      | Роль                    |
| --------- | --- | -------------------------------------------- | ------------------------------------------ | ----------------------- |
| 1968—2012 | с   | Одна жизнь, чтобы жить                       | One Life to Live                           | Саманта / Сэм Карретсон |
| 1985—1988 | с   | Спенсер                                      | Spenser: For Hire                          | Тара                    |
| 1985—1992 | с   | Проблемы роста                               | Growing Pains                              | Сюзи Максвел            |
| 1988—1997 | с   | Розанна                                      | Roseanne                                   | Молли Тилбейн           |
| 1988      | ф   | Хэллоуин 4: Возвращение Майкла Майерса       | Halloween 4: The Return of Maichael Mayers | Джейми Ллойд            |
| 1989      | ф   | Хэллоуин 5: Месть Майкла Майерса             | Halloween 5                                | Джейми Ллойд            |
| 1990—1994 | с   | В ярких красках                              | In Living Color                            | эпизод                  |
| 1990      | ф   | Помеченный смертью                           | Marked for Death                           | Трейси                  |
| 1991      | ф   | Кошмар                                       | Doht't Touch My Dayghter                   | Дана Хемингс            |
| 1991      | ф   | Городские пижоны                             | City Silckers                              | студентка               |
| 1991      | ф   | Не говори маме, что няня умерла              | Don't Tell Mom the Babysitter's Dead       | Мелиса                  |
| 1991      | ф   | Последний бойскаут                           | The Last Boy Scout                         | Дайян Хеленберг         |
| 1991—1992 | с   | Город сверхъестественного. Индиана           | Indiana                                    | Мэлани Монро            |
| 1991—1995 | с   | Комиссар полиции                             | The Commish                                | Шерил Фишер             |
| 1993      | ф   | Женщина любившая Элвиса                      | The Woman Who Loved Elvis                  | Триша / Кира Джексон    |
| 1993      | ф   | Освободите Вилли                             | Free Willy                                 | Гвен                    |
| 1993—2000 | с   | Парень познаёт мир                           | Boy Meets World                            | Тереза / Кайли          |
| 1993—2001 | с   | Диагноз: убийство                            | Diagnosis Murder                           | Холли Эндрю             |
| 1993—2009 | с   | Скорая помощь                                | ER                                         | Лаура Куин              |
| 1996      | ф   | Спина к спине                                | Back to Back                               | Челси                   |
| 1996      | ф   | Загадай желание                              | Wish Upon a Star                           | Хэйли Уитон             |
| 1996      | ф   | Дневной свет                                 | Daylight                                   | Эшли Крайтон            |
| 1997—1998 | с   | Южный Бруклин                                | Brooklyn South                             | Уилла Мортер            |
| 1998      | ф   | Городские легенды                            | Urban Legend                               | Тони Гуарен             |
| 1998—2004 | с   | Дикая семейка Торнберри                      | The Wild Thornberrys                       | Деби Тронберри          |
| 1998—2009 | с   | Зачарованные                                 | Charmed                                    | Авива                   |
| 1999      | ф   | Чокнутая                                     | Goosed                                     | Уинн Кнерли             |
| 1999      | ф   | Захват                                       | Hard Time: Hostage Hotel                   | Джустин Синглер         |
| 1999—2006 | с   | Западное крыло                               | The West Wind                              | Кики                    |
| 2000      | ф   | Нищий белый мусор                            | Poor White Trash                           | Сюзи                    |
| 2000—2002 | с   | Это жизнь                                    | That's Life                                | Блум Винксон            |
| 2001      | ф   | Дикая семейка Торнберри: Происхождение Донни | The Wild Thornberrys Movie                 | Деби Торнберри          |
| 2003      | ф   | Карапузы встречаются с Торнберри             | Rugrats Go Wild                            | Деби Торнберри          |
| 2003—2010 | с   | Детектив Раш                                 | Cold Case                                  | Гина Карол              |
| 2004      | ф   | Эм и я                                       | Em and Me                                  | Эмили                   |
| 2004—2005 | с   | Отец прайда                                  | Father of the Pride                        | Сиерра                  |
| 2005      | мс  | Робоцып                                      | Robot Chiccen                              | Деби Торнберри          |
| 2005      | ф   | Кто первый к нам прильнет                    | Race you to the Bottom                     | Карла                   |
| 2005      | с   | Кости                                        | Bones                                      | Ребека Пиарглин         |
| 2006—2014 | с   | Ясновидец                                    | Psych                                      | Антония                 |
| 2007      | ф   | Хэллоуин                                     | Halloween                                  | Энни Брэкетт            |
| 2007      | ф   | Брошенный умирать                            | Left for Dead                              | Нэнси                   |
| 2009      | ф   | Хэллоуин 2                                   | Halloween 2                                | Энни Брэкетт            |
| 2009      | ф   | Кровавая ночь                                | Blood Night: The Legend of Mary Hatchet    | Алиса                   |
| 2009      | ф   | Клиника страха                               | Fear Clinc                                 | Сьюзен                  |
| 2009      | ф   | Черные воды эха                              | The Black Waters of Echo's Pond            | Кэти                    |
| 2010      | ф   | Сайрус                                       | Cyrus                                      | Мария                   |
| 2010      | ф   | Топор 2                                      | Hatchet 2                                  | Мэрибет Данстон         |
| 2010      | ф   | Земля вампиров                               | Stake Land                                 | Билли                   |
| 2011      | ф   | Жертва                                       | The Victim                                 | Мэри                    |
| 2011      | ф   | Похороненная 2                               | Chromeskull: Laid to Rest 2                | Спэнн                   |
| 2011      | ф   | Неприятности с правдой                       | The Trouble with the Trubn                 | Джени                   |
| 2012      | ф   | Ядерная семья                                | Nuclear Family                             | Зои                     |
| 2012      | ф   | Фатальный звонок                             | Fatal Call                                 | Эми Хэнсон              |
| 2013      | ф   | Странные рассказы                            | Twisted Tales                              | Сюзан                   |
| 2013      | ф   | Топор 3                                      | Hatchet III                                | Мэрибет Данстон         |
| 2014      | ф   | Мёртвый                                      | Camp Dread                                 | Донлин                  |
| 2014      | ф   | Призрак Гуднайт Лэйн                         | Ghost of Goodnight Lane                    | Хлоя                    |
| 2014      | ф   | Город, который боялся заката                 | The Town That Dreaded Sundovn              | Джимперсон              |
| 2014      | ф   | Не вижу зла 2                                | See No Evil 2                              | Эми                     |
| 2015      | ф   | Ночь живых мертвецов: Начало                 | Night of the Living Dead: Darkest Dawn     | Барбара                 |
| 2016      | кор | После родов                                  | Postpartum                                 | Риган                   |
| 2017      | ф   | Хэвенхёрст                                   | Havenhurst                                 | Даниэль Хэмптон         |
| 2017      | ф   | Неоперабельный                               | Inoperade                                  | Эми Баррет              |
| 2017      | ф   | Виктор Кроули                                | Victor Crowley                             | Мэрибет Данстон         |
| 2018      | ф   | Лагерь «Холодный Ручей»                      | Camp Cold Brook                            | Анджела                 |
| 2019      | ф   | Однажды в Голливуде                          | Once Upon a Time in Hollywood              | Ангел                   |
| 2020      | ф   | Резня в Рэдвуде: Уничтожение                 | Redwood Massacre: Annihilation             | Лора Демпси             |
| 2023      | ф   | Мрачная одержимость                          | Dark Obsession                             | Шарлотта                |
| 2024      | ф   | Стрим                                        | Stream                                     | Элейн Кинан             |

### Режиссёрские работы
| Год  | Русское название | Оригинальное название | Роль     |
| ---- | ---------------- | --------------------- | -------- |
| 2008 | Шалость          | Prank                 | режиссёр |
| 2009 | Кровавая ночь    | Blood Night           | продюсер |
| 2012 | Среди друзей     | Among Friends         | режиссёр |